# La catena
La catena è un film muto italiano del 1920 diretto da Aleksandr Rosenfeld e Aleksandr Uralsky. 